# Feng Xiaoting
Feng Xiaoting (chiń. 冯潇霆, ur. 22 października 1985 w Dalianie) – chiński piłkarz grający na pozycji środkowego obrońcy. Od 2011 jest zawodnikiem klubu Guangzhou Evergrande.

## Kariera piłkarska
Swoją karierę piłkarską Feng Xiaoting rozpoczął w klubie Sichuan Guancheng. W 2003 roku awansował do kadry pierwszego zespołu i wtedy też zadebiutował w nim w Super League. W 2005 roku odszedł do klubu Dalian Shide. W sezonie 2005 wywalczył z nim mistrzostwo Chin oraz zdobył Puchar Chin. W Dalian Shide grał do końca sezonu 2008.
W 2009 roku Feng Xiaoting wyjechał do Korei Południowej i został zawodnikiem klubu Daegu FC. Spędził w nim rok. W 2010 roku przeszedł do Jeonbuk Hyundai Motors. Zadebiutował w nim 27 lutego 2010 w wygranym 3:1 domowym meczu z Suwon Samsung Bluewings. Grał w nim przez rok.
W 2011 roku Feng Xiaoting wrócił do Chin i został piłkarzem klubu Guangzhou Evergrande. Swój debiut w nim zaliczył 2 kwietnia 2011 w zwycięskim 1:0 domowym meczu z Dalian Shide. W latach 2011–2015 pięciokrotnie z rzędu wywalczył z Guangzhou Evergrande tytuł mistrza Chin. W 2012 roku zdobył też Puchar Chin, a w 2016 Superpuchar Chin.
| Sezon | Klub                   | Kraj             | Rozgrywki    | Mecze | Gole |
| ----- | ---------------------- | ---------------- | ------------ | ----- | ---- |
| 2003  | Sichuan Guancheng      | Chiny            | Super League | 23    | 2    |
| 2004  | Sichuan Guancheng      | Chiny            | Super League | 9     | 0    |
| 2005  | Dalian Shide           | Chiny            | Super League | 6     | 0    |
| 2006  | Dalian Shide           | Chiny            | Super League | 4     | 0    |
| 2007  | Dalian Shide           | Chiny            | Super League | 5     | 0    |
| 2008  | Dalian Haichang        | Chiny            | Super League | 22    | 0    |
| 2009  | Daegu FC               | Korea Południowa | K-League     | 19    | 0    |
| 2010  | Jeonbuk Hyundai Motors | Korea Południowa | K-League     | 11    | 0    |
| 2011  | Guangzhou Evergrande   | Chiny            | Super League | 27    | 2    |
| 2012  | Guangzhou Evergrande   | Chiny            | Super League | 18    | 0    |
| 2013  | Guangzhou Evergrande   | Chiny            | Super League | 25    | 0    |
| 2014  | Guangzhou Evergrande   | Chiny            | Super League | 23    | 0    |
| 2015  | Guangzhou Evergrande   | Chiny            | Super League | 27    | 1    |
| 2016  | Guangzhou Evergrande   | Chiny            | Super League |       |      |

## Kariera reprezentacyjna
W reprezentacji Chin Feng Xiaoting zadebiutował 26 lutego 2008 roku w zremisowanym 1:1 meczu eliminacji do MŚ 2010 z Irakiem, rozegranym w Bagdadzie. W tym samym roku został powołany do kadry olimpijskiej na Igrzyska Olimpijskie w Pekinie. W 2010 roku wygrał z Chinami Puchar Azji Wschodniej.